# Будри, Амин
Ами́н Будри́ (швед. Amin Boudri; род. 29 сентября 2004) — шведский футболист, нападающий ГАИС.

## Клубная карьера
Футболом начал заниматься в десятилетнем возрасте. Является воспитанником АИК, выступал за различные юношеские команды клуба. 31 августа 2021 года присоединился к молодёжной команде итальянской «Венеции». Спустя сезон начал выступление в молодёжном первенстве Италии. 7 августа 2022 года дебютировал за главную команду клуба в кубке Италии в домашней встрече с «Асколи», появившись на поле в середине второго тайма вместо Бьярки Бьяркасона.
19 января 2024 года вернулся в Швецию, где подписал четырёхлетний контракт с ГАИС. Первую игру за новую команду провёл 18 февраля 2024 в рамках группового этапа кубка страны против «Эльфсборга». 31 марта в игре первого тура с «Броммапойкарной» дебютировал в чемпионате Швеции, выйдя на поле в стартовом составе.

## Клубная статистика
| Выступление      | Выступление      | Выступление      | Лига | Лига | Кубки | Кубки | Конт. кубки | Конт. кубки | Итого | Итого |
| Клуб             | Лига             | Сезон            | Игры | Голы | Игры  | Голы  | Игры        | Голы        | Игры  | Голы  |
| ---------------- | ---------------- | ---------------- | ---- | ---- | ----- | ----- | ----------- | ----------- | ----- | ----- |
| Венеция          | Серия B          | 2022/23          | 0    | 0    | 1     | 0     | 0           | 0           | 1     | 0     |
| Венеция          | Итого            | Итого            | 0    | 0    | 1     | 0     | 0           | 0           | 1     | 0     |
| ГАИС             | Алльсвенскан     | 2024             | 1    | 0    | 3     | 0     | 0           | 0           | 4     | 0     |
| ГАИС             | Итого            | Итого            | 1    | 0    | 3     | 0     | 0           | 0           | 4     | 0     |
| Всего за карьеру | Всего за карьеру | Всего за карьеру | 1    | 0    | 4     | 0     | 0           | 0           | 5     | 0     |